# Manduca pellenia
Manduca pellenia là một loài bướm đêm thuộc họ Sphingidae. Nó được tìm thấy ở México, Belize, Guatemala, Nicaragua, Costa Rica, Panama, Colombia và Ecuador.
Sải cánh dài 107–126 mm. The underside of the abdomen is shaded with brown scales, especially in the male. There are heavy, discal, black patches found on the forewing upperside with, forming a band.
Có thể có một lứa một năm in Costa Rica con trưởng thành bay từ tháng 9 đến tháng 11. They feed on flower nectar.
Ấu trùng ăn Solanum hayesii và Cestrum megalophyllum.